# Mount Theodore
Mount Theodore är ett berg i Antarktis. Det ligger i Västantarktis. Argentina, Chile och Storbritannien gör anspråk på området. Toppen på Mount Theodore är 1 509 meter över havet.
Terrängen runt Mount Theodore är varierad. Trakten är obefolkad. Det finns inga samhällen i närheten.